# Coandă-1910
Il Coandă-1910, citato anche come Coandă 1, fu un aereo a reazione sperimentale biplano, progettato e costruito dall'inventore rumeno Henri Coandă negli anni dieci del XX secolo, ricordato per essere il primo velivolo in assoluto ad adottare un simile tipo di propulsione.

## Storia del progetto
Nei primi anni del XX secolo l'ingegnere e scienziato Henri Coandă ipotizzò la possibilità di sfruttare i principi che regolano la dinamica applicandoli, in modo originale, all'aeronautica. I primi aerei che si affacciavano nel panorama pionieristico inaugurato dai fratelli Wright basavano la propulsione del velivolo su un motore a combustione interna accoppiato ad una o più eliche. Coandă invece tentò la strada del motore a reazione, dove lo spostamento veniva generato da un getto d'aria che, per reazione, spostava il velivolo in avanti.
I principi di questa innovazione vennero concretizzati nella realizzazione di un velivolo che integrava questa nuova tecnologia e che Coandă presentò alla comunità scientifica internazionale ed al pubblico in occasione della seconda esposizione aeronautica internazionale di Parigi nell'ottobre 1910. A differenza dei velivoli a reazione successivi, nei quali l'energia per la compressione del fluido viene fornita al compressore da una turbina, in questo veniva generata da un motore a pistoni, e pertanto viene classificato come motoreattore.
Il velivolo rimase distrutto durante una prova di accensione del motore effettuato da Coandă durante la manifestazione che ne provocò accidentalmente la partenza ed il conseguente primo volo. L'inaspettato risultato della prova trovò impreparato il costruttore romeno il quale, nelle poche centinaia di metri in cui si staccò da terra, si trovò suo malgrado a sperimentare l'effetto che prenderà il suo nome, l'effetto Coandă, che avviluppò la fusoliera con le fiamme dei gas di scarico. Spaventato Coandă non riuscì a governare il velivolo che si distrusse dopo un breve volo incendiandosi completamente.

## Tecnica

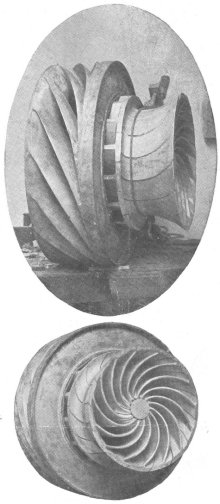
Dettaglio del compressore del Coandă-1910

Benché apparentemente Il Coandă-1910 fosse un velivolo che adottava soluzioni aerodinamiche comuni ai velivoli dell'epoca, come la configurazione alare biplana, conserverà per anni un aspetto generale non convenzionale mantenendo solamente alcuni punti comuni agli aerei contemporanei ed a quelli che li seguiranno.
La fusoliera era realizzata completamente con struttura lignea ricoperta da fogli di compensato, dalla piccola sezione triangolare arrotondata e che era caratterizzata dal posizionamento del singolo abitacolo aperto, destinato al pilota, subito dopo il gruppo di propulsione sistemato sul muso ed il bordo d'attacco delle ali superiore ed inferiore. Posteriormente terminava in un originale impennaggio cruciforme "a dardo" con l'unico piano orizzontale di grande superficie che lo precedeva, strutturalmente separato, posizionato sotto la parte finale della fusoliera.
La velatura era del tipo biplano-sesquiplana, con piano alare superiore caratterizzato dalla maggiore apertura rispetto all'inferiore, collegate tra loro ed alla fusoliera da robusti montanti tubolari posizionati centralmente. Il carrello era semplice, con le due ruote anteriori abbinate a due pattini, utilizzati per impedire il ribaltamento in fase di atterraggio, collegate all'ala inferiore tramite una struttura tubolare. Posteriormente era completato da un pattino d'appoggio posizionato sotto la coda.
La propulsione era affidata ad un gruppo, definito a posteriori motoreattore, formato dall'accoppiamento di un Clerget 50CP, un motore 4 cilindri in linea ed un compressore centrifugo, posizionati in una struttura tronco conica sul muso del velivolo. Grazie ad un moltiplicatore di velocità applicato al Clerget, il compressore era in grado di raggiungere i 4 000 giri al minuto.

## Esemplari attualmente esistenti
Benché il modello originale sia andato distrutto nel 1910, il Muzeul Aviației (museo dell'aviazione) di Bucarest, in Romania, espone una ricostruzione fedele del velivolo oltre a un gran numero di documentazioni originali che ha permesso di riprodurlo accuratamente.

### Annotazioni
1. ↑  Alcune ricostruzioni grafiche mostrano una struttura tradizionale con due coppie di montanti per ogni lato, presenti nel modello precedente a propulsione tradizionale ma non in quello esposto (e fotograficamente documentato) a Parigi.